# Yedoma
Yedoma (en ruso: едома: /ˈjɛdəmə/) es un permafrost de la edad del Pleistoceno, rico en materia orgánica (aproximadamente 2% de carbono por masa) y con un contenido de hielo de 50–90% por volumen. El yedoma es abundante en las regiones frías de Siberia oriental, como el norte de Yakutia, así como en Alaska y el Yukón.

## Características

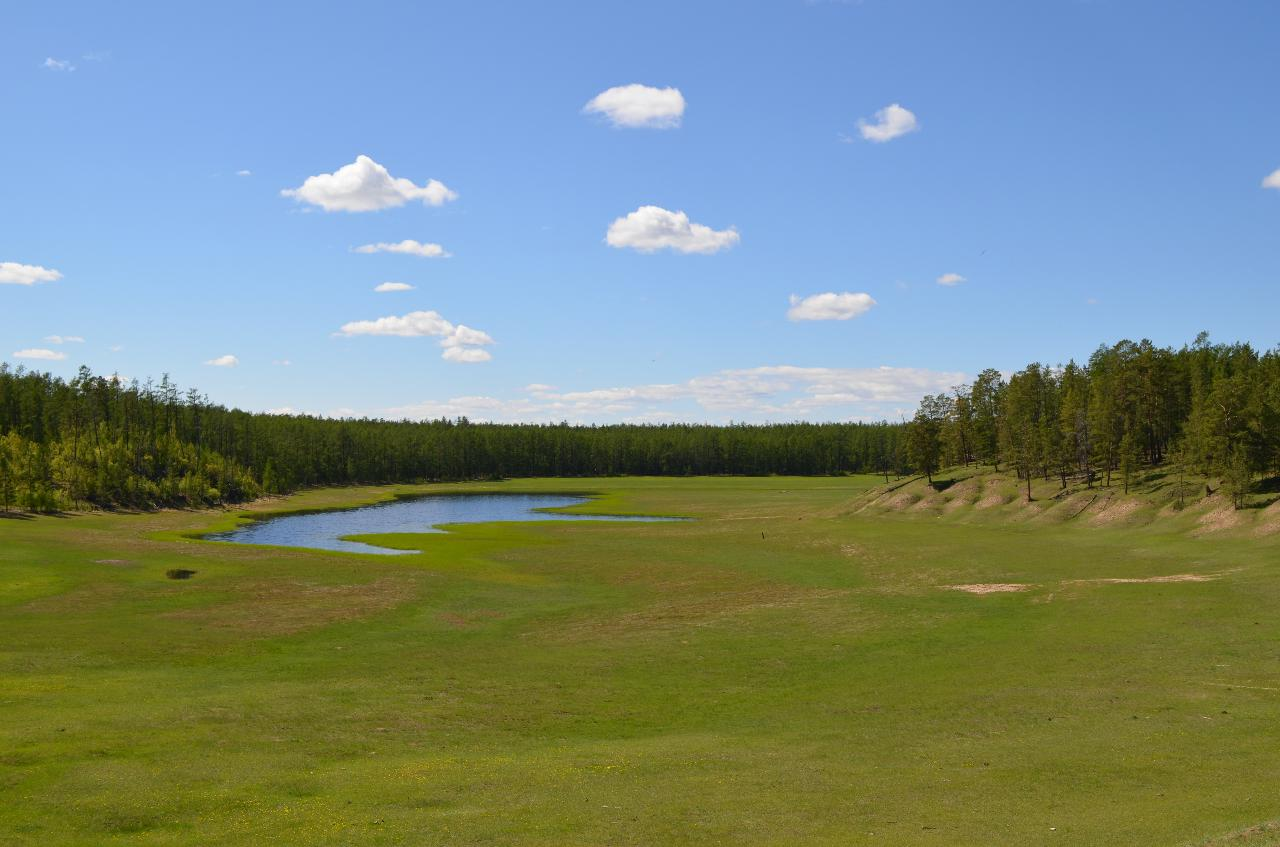
Paisaje de alas en el distrito de Megino-Kangalassky, Yakutia

El paisaje de las áreas con este tipo de suelos es de llanuras glaciares y cerros con depresiones superficiales conocidas como alas. El yedoma normalmente se forma en tierras bajas, en tramos de tierra con redes poligonales de cuña de hielo, en áreas estables con zonas de acumulación de drenaje deficiente, en regiones con clima continental árido y frío severo, con escasa cubierta vegetal, también a través de intensos procesos de meteorización periglacial, así como proximidad de fuentes sedimentarias, como estribaciones y cordilleras de baja altitud.
La cantidad de carbono atrapado en este tipo de permafrost es mucho más prevalente que lo originalmente pensado, pudiendo ser aproximadamente 210 a 450 Gt. Esto es un múltiplo de la cantidad del carbono liberado al aire cada año por la quema de combustibles de fósil. La descongelación de yedoma es una fuente significativa de metano atmosférico (aproximadamente Tg de CH4 por año).
La región con este tipo de suelo actualmente ocupa una área de más de un millón de kilómetros cuadrados, desde el noreste de Siberia hasta Alaska y Canadá, y en muchas regiones tiene un grosor de una decena de metros. Durante el Último Máximo Glacial, cuando el nivel de mar global era 120 m más bajo que el actual, depósitos similares cubrieron áreas sustanciales de las plataformas continentales expuestas del noreste de Eurasia. Al final de la última edad de hielo, en la transición Pleistoceno — Holoceno, el deshielo del yedoma produjo lagos de termokarst, que pueden haber producido un aumento del 33-87% en el metano atmosférico de alta latitud.